# Älgö, Raseborg
För andra betydelser, se Älgö.
Älgö är en ö i Finska viken i Ekenäs skärgård i Raseborgs stad i regionen Västnyland i Finland.
Skärgårdsmiljön på Älgö har bevarats från ett överflöd av sommarstugor genom att största delen av ön numera tillhör Ekenäs skärgårds nationalpark.
Ön är företrädesvis bevuxen av barrskog (tall och gran). De tre insjöarna (Näseträsket, Lillträsket och Storträsket) och den orörda naturen omkring dem såväl som en del av havsstränderna runt Älgö är nu bevarade för framtiden i samma skick som de var på vikingatiden. På Älgö finns en cirka två kilometer lång naturstig som går genom olika naturtyper. Längs med naturstigen finns ett utsiktstorn. Bland viltet kan nämnas vitsvanshjort och älg.   
I danska seglingshandböcker nämndes Elgö redan på 1240-talet. En del lokala bygdeberättelser tyder på att också vikingarna använde flere farleder och etapphamnar i Ekenäs skärgård. Även nutida officiella farleder passerar söder om Älgö samt norr om, via Odensö och Torsö.
På södra sidan av Älgö ligger Rödjans naturum. Det gamla skärgårdstorpet verkar i dag som informationsställe och litet museum. Paddlingsvärldsmästaren och OS-guldmedaljören Thorvald Strömbergs tävlingskajak kan beskådas i båtskjulet. Fiskehemmanet är nämligen Thorvald Strömbergs barndomshem. På Rödjan finns bland annat en campingplats, kokskjul, några utedass, vattenpost och en vedeldad bastu, som går att hyra. Vidare kan nämnas att övre våningen i stugan går att hyra för övernattning.  Förtöjningstiden vid bryggan har begränsats till max 12 timmar. På klippan 200 meter väster om Rödjan finns det dock åtskilliga öglor, där förtöjningen inte har begränsats.